# إبادة عرقية

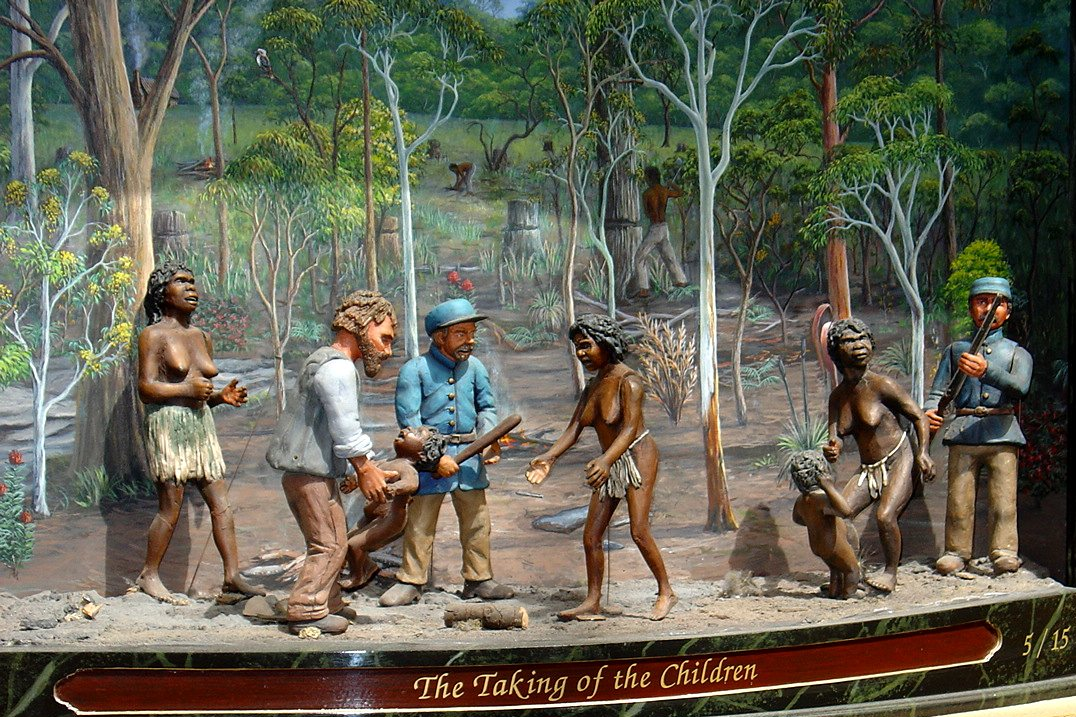

يشير مصطلح الإبادة العرقية إلى إبادة الثقافات الوطنية وتُعد عنصرًا من عناصر الإبادة الجماعية.
عند مراجعة التاريخ القانوني والأكاديمي لاستخدام مصطلحي الإبادة الجماعية والإبادة العرقية، وُجد أن بارتولومي كلافيرو ميزهما بالقول إن: «الإبادة الجماعية تقتل الناس بينما تقتل الإبادة العرقية الثقافات الاجتماعية من خلال قتل الأرواح». بالإضافة إلى ذلك، «بما أن الإبادة الجماعية الثقافية لا يمكن أن تكون سوى بعدًا ثقافيًا للإبادة الجماعية»، فإن فكرة الإبادة العرقية تتجاوز فكرة «الإبادة الجماعية الثقافية»، كونها جزءًا من عملية إبادة جماعية أوسع نطاقًا.
نظرًا إلى أن بعض المفاهيم كالإبادة الجماعية الثقافية والإبادة العرقية مثلًا قد استُخدمتا في سياقات مختلفة، فإن أنثروبولوجيا الإبادة الجماعية تدرس تضمينها واستبعادها في القانون والسياسات.

## أصل الكلمة
مثلما اقترح اللغوي والمحامي رافائيل ليمكين الذي صاغ مصطلح الإبادة الجماعية في عام 1943 كجمع بين «المصطلح اليوناني genos (العرق، القبيلة) والمصطلح اللاتيني (القتل)»، تُعد الإبادة العرقية شكلًا بديلًا يمثل نفس المفهوم، باستخدام المصطلح اليوناني ethnos (أمة) مكان genos. ومع ذلك، فقد تلقى مصطلح الإبادة الجماعية تبنيًا أوسع بكثير من الإبادة العرقية.

## الاستخدام
اقترح المحامي رافائيل ليمكين في وقت مبكر من عام 1933 مكونًا ثقافيًا للإبادة الجماعية، الذي سماه «الإبادة الجماعية الثقافية». وقد اكتسب هذا المصطلح منذ ذلك الحين قيمة بلاغية باعتباره عبارة تستخدم من أجل الاحتجاج على تدمير التراث الثقافي.

### الاستخدام المقترح
استخدم واضعو اتفاقية الإبادة الجماعية لعام 1948 هذا المصطلح، لكنهم أسقطوه من بحثهم. يُترك التعريف القانوني للإبادة الجماعية غير محدد حول الطبيعة الدقيقة التي تجري فيها الإبادة الجماعية فقط لأنها حدثت بقصد تدمير مجموعة عرقية أو دينية أو إثنية أو قومية في حد ذاتها.
تستخدم المادة 7 من مسودة إعلان الأمم المتحدة بشأن حقوق الشعوب الأصلية لعام 1994 كلًا من كلمة «الإبادة العرقية» وعبارة «الإبادة الجماعية الثقافية» ولكنها لا تحدد معناها. يُقرأ النص كاملًا على النحو التالي:
تمتلك الشعوب الأصلية الحق الجماعي والفردي في عدم التعرض للإبادة الجماعية والإبادة الجماعية الثقافية، بما في ذلك منع وتلافي ما يلي:
(أ) أي عمل يهدف أو يؤدي إلى حرمانهم من سلامتهم كشعوب متميزة، أو من قيمهم الثقافية أو هوياتهم العرقية.
(ب) أي عمل يهدف أو يؤدي إلى نزع ملكية أراضيهم أو أقاليمهم أو مواردهم.
(ج) أي شكل من أشكال نقل السكان الهادف أو الذي يؤدي إلى انتهاك أو تقويض أي من حقوقهم.
(د) أي شكل من أشكال التثاقف أو الاندماج من قبل الثقافات الأخرى أو طرق الحياة التي تفرضها التدابير التشريعية أو الإدارية أو غيرها من التدابير.
(هـ) أي شكل من أشكال الدعاية الموجهة ضدهم.
اعتمدت الجمعية العامة للأمم المتحدة إعلان الأمم المتحدة بشأن حقوق الشعوب الأصلية خلال دورتها الثانية والستين في مقر الأمم المتحدة في مدينة نيويورك في 13 سبتمبر 2007، لكنها تذكر فقط «الإبادة الجماعية»، وليس «الإبادة الجماعية الثقافية»، على الرغم من أن المادة دون تغيير خلاف ذلك.

## مفاهيم الإبادة العرقية

### اليونسكو
في «إعلان سان خوسيه» التابع لليونسكو:

يُلزم إعلان سان خوسيه الولايات المتحدة ودول أمريكا الوسطى بإجراء مناقشة أكثر تعمقًا لمجموعة واسعة من القضايا. تشتمل هذه القضايا على: تعزيز الديمقراطية والأمن الإقليمي، وبناء التجارة والاستثمار، ومكافحة الجريمة والمخدرات والفساد، وتعزيز الحوار بشأن الهجرة، وتحقيق تنمية أكثر إنصافًا واستدامة. تعالج اليونسكو في إعلان سان خوسيه وتعمل على تعريف الإبادة العرقية. تعرف اليونسكو المصطلح على النحو التالي:
تعني الإبادة العرقية حرمان مجموعة عرقية من الحق في التمتع بثقافتها ولغتها الخاصة وتنميتها ونقلها، سواء بشكل جماعي أو فردي. وينطوي ذلك على شكل متطرف من الانتهاكات الجسيمة لحقوق الإنسان، ولا سيما حق الجماعات العرقية في احترام هويتهم الثقافية.